# Rijklof van Goens

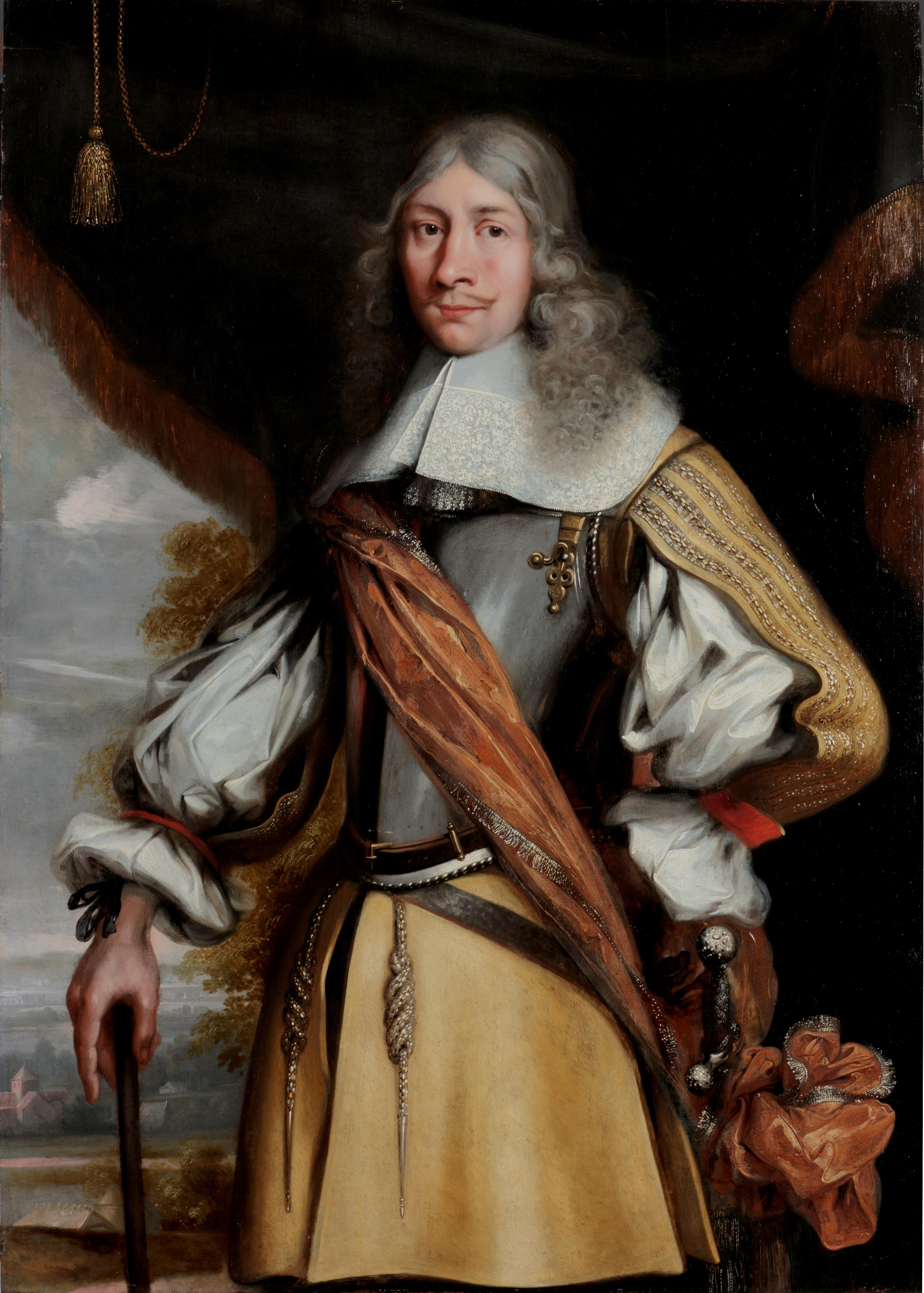
Porträt van Rijcklof Volckertsz. van Goens

Rijcklof Volckerts van Goens (auch Rijckloff) (* 24. Juni 1619 in Rees; † 14. November 1682 in Amsterdam) war 1659–1672 Gouverneur von Ceylon und 1678–1681 Generalgouverneur von Ostindien. Van Goens, meist als ein ausgezeichneter Soldat bekannt, entsandte auch einen Schreiber zu dem blinden Georg Eberhard Rumphius, damit dieser seine Geschichte von Ambon und botanischen Studien beenden konnte.

## Biografie
Rijcklof van Goens war ostfriesischen Ursprungs. Die Familie stammt wahrscheinlich von Gödens. Sein Vater Volckert Boukes (1572–1629) diente in den Holländischen Streitkräften und wurde in Rees bei Kleve stationiert; seine Mutter Hillegonde Jacobsdr kam aus Franeker. Sein Onkel, um 1580 in Emden geboren, war bereits im Jahre 1624 in Ostindien und hatte seinen Vater überzeugt, in den Dienst der VOC-Zimmer in Amsterdam zu gehen. Van Goens wurde als Kommandeur einer Kompanie Soldaten ernannt und begleitet von seiner Frau und seinen Kindern verließen die Van Goens Texel im Oktober 1628 mit dem Schiff Buren und kamen am 10. Juli 1629 in Batavia an. Seine Eltern starben innerhalb eines Jahres und Rijklof wurde wahrscheinlich erzogen von seinem Onkel, einem späteren Schöffen in Batavia.